# یک داستان عاشقانه کوچک
یک داستان عاشقانه کوچک (به هندی: Ek Chhotisi Love Story) فیلمی محصول سال ۲۰۰۲ و به کارگردانی شاشیلال کی. نایر است. در این فیلم بازیگرانی همچون مانیشا کویرالا، آدیتیا سیال و رانویر شوری ایفای نقش کرده‌اند.